# Obelisco Wychbury
El obelisco de Wychbury (también conocido como obelisco de Hagley) es un monumento ubicado cerca de la cumbre de Wychbury Hill en la localidad de Hagley, condado de Worcestershire, situado a apenas 150 metros de la frontera con el condado vecino de las Tierras Medias Occidentales. Visible a varias millas a la redonda, y accesible desde senderos públicos, estuvo conectado durante un tiempo con una víctima de asesinato descubierta en la finca cercana de Lyttelton.

## Historia
El obelisco es un edificio protegido de Grado II, y cuenta con una altura visible de 26 metros, lo que permite su visión a varias millas alrededor, hasta Shropshire. Se encargó como un monumento familiar y se completó en 1758 al mismo tiempo que la finca de Hagley Park se estaba reconstruyendo en el estilo neoclásico, de moda a finales del siglo XVIII.
Hubo mucho debate durante décadas sobre si la estructura debería ser demolida por razones de seguridad antes de que se desintegrara su estructura y pudiera caer por dicho efecto. El consenso fue que se debiera permitir que el tiempo y el clima hicieran el trabajo hasta que se pudiera financiar su restauración. Anteriormente figuraba en la lista del Patrimonio Inglés de los edificios más en peligro de extinción hasta que en 2010 se comenzaron los trabajos de conservación para repararlo con ayuda financiera del Mayordomo real Christopher Lyttelton, 12.º vizconde de Cobham. Esto implicó que fuera en gran parte deconstruido y reconstruido. Para 2011, el obelisco había sido completamente restaurado.
Desde al menos la década de 1970, el obelisco ha sido saboteado esporádicamente con grafitis en su base, con pintura blanca, con la expresión Who put Bella in the Wych Elm?. La primera vez que apareció fue en 1944, antes de finalizar la Segunda Guerra Mundial, haciendo referencia al descubrimiento, un año antes, del cadáver en descomposición de una mujer que fue encontrado en un bosque cercano a Wychbury.